# Josep Antoni Santamaría i Mateo
Josep Antoni Santamaría i Mateo (Xirivella, 1957) és un polític valencià, alcalde de Xirivella i diputat al Congrés dels Diputats de la VIII, IX i X legislatures.
Graduat en Ciències Polítiques i de l'administració, Master en Intervenció Interdisciplinar en Violència de Gènere, inicià estudis d'arquitectura, treballa com a funcionari de la Generalitat Valenciana. Militant del PSPV-PSOE, ha estat Secretari General Comarcal de l'Horta Sud i alcalde de Xirivella des de les eleccions de 1991 per majoria absoluta, sent relegit els anys 1995 (majoria relativa), 1999 (majoria absoluta) i 2003 (majoria relativa). Ha estat President de la Mancomunitat Intermunicipal de l'Horta Sud. En 2004 reunciaria del càrrec per la seua elecció com a diputat al Congrés espanyol, càrrec que renovà a les eleccions generals de 2008. Ha sigut Portaveu adjunt de la Comissió de Foment i Habitatge (2004-2011). En 2015 va substituir en el seu escó Carmen Montón Giménez quan fou nomenada consellera de la Generalitat Valenciana.